# Uahuka
Uahuka is een geslacht van spinnen uit de familie hangmatspinnen (Linyphiidae).

## Soorten
De volgende soorten zijn bij het geslacht ingedeeld:
- Uahuka affinis Berland, 1935
- Uahuka spinifrons Berland, 1935